# Referéndum constitucional de Tailandia de 2007
El 19 de agosto de 2007 se celebró en Tailandia un referéndum sobre la nueva constitución. Si el borrador hubiera sido rechazado, el gobierno militar habría tenido la libertad de elegir cualquier constitución anterior para adaptarla y promulgarla. La participación fue de alrededor del 60%.

## Cambios propuestos
Los principales cambios en la constitución propuesta incluyeron lo siguiente:
- Hacer casi a la mitad de los Senadores designados en lugar de elegidos.
- Limitar el cargo de Primer Ministro a 2 mandatos de cuatro años.
- Prohibido que el Primer Ministro tenga participaciones mayoritarias en una empresa.
- Facilitar el proceso de destitución del Primer Ministro y otros ministros.

El gobierno militar anunció que se enviaría a cada hogar del país una copia de la nueva constitución antes del referéndum. Una encuesta de julio había visto a la mayoría de los votantes a favor. Sin embargo, en muchos casos los votos por el "sí" no fueron indicadores reales de apoyo al nuevo texto sino más bien de elecciones rápidas, ya que el gobernante Consejo de Seguridad Nacional (CNS) ha declarado que la aprobación de la nueva constitución era un requisito para la celebración de elecciones parlamentarias ese año.

## Resultados
La pregunta fue: ¿Aprueba o desaprueba el proyecto de constitución?
| Resultado                          | Votos      | %     |
| ---------------------------------- | ---------- | ----- |
| A favor                            | 14,727,306 | 57.81 |
| En contra                          | 10,747,441 | 42.19 |
| Nulos/En blanco                    | 504,207    | –     |
| Total                              | 25,978,954 | 100   |
| Votantes registrados/Participación | 45.092.955 | 57.61 |
| Fuente: Democracia Directa         |            |       |

### Por región
| Región                 | A favor    | A favor | En contra  | En contra | Participación (%) |
| Región                 | Votos      | %       | Votos      | %         | Participación (%) |
| ---------------------- | ---------- | ------- | ---------- | --------- | ----------------- |
| Tailandia Central      | 5,714,973  | 66,53   | 2,874,674  | 33,47     | 57,72             |
| Tailandia del Sur      | 3,214,506  | 88,30   | 425,883    | 11,70     | 59,31             |
| Tailandia del Nordeste | 3.050.182  | 37,20   | 5,149,957  | 62,80     | 54,39             |
| Tailandia del Norte    | 2,747,645  | 54,47   | 2,296,927  | 45,53     | 62,06             |
| Total                  | 14,727,306 | 57,81   | 10,747,441 | 42,19     | 57,61             |

### Por provincia
Hubo diferencias considerables en las tasas de aprobación entre las regiones de Tailandia. En seis provincias del sur de Tailandia (Chumphon, Trang, Nakhon Si Thammarat, Songkhla, Surat Thani y Ranong), la aprobación superó el 90%. Por otro lado, en 24 provincias del norte y noreste de Tailandia hubo una mayoría en contra del proyecto. En dos provincias del extremo noreste (Nakhon Phanom y Roi Et), el rechazo superó el 75%.